# Un incroyable lapin
Un incroyable lapin (His Hare Raising Tale) est un cartoon réalisé par Friz Freleng, sorti en 1951.
Il met en scène Bugs Bunny et son neveu Clyde Bunny.

## Distribution

### Voix originales
- Mel Blanc : Bugs Bunny / Clyde Bunny

### Voix françaises

#### 1er doublage
- Guy Piérauld : Bugs Bunny
- Serge Lhorca : Clyde Bunny

#### 2ème doublage
- Gérard Surugue : Bugs Bunny
- Patricia Legrand : Clyde Bunny